# Ono Kenshō

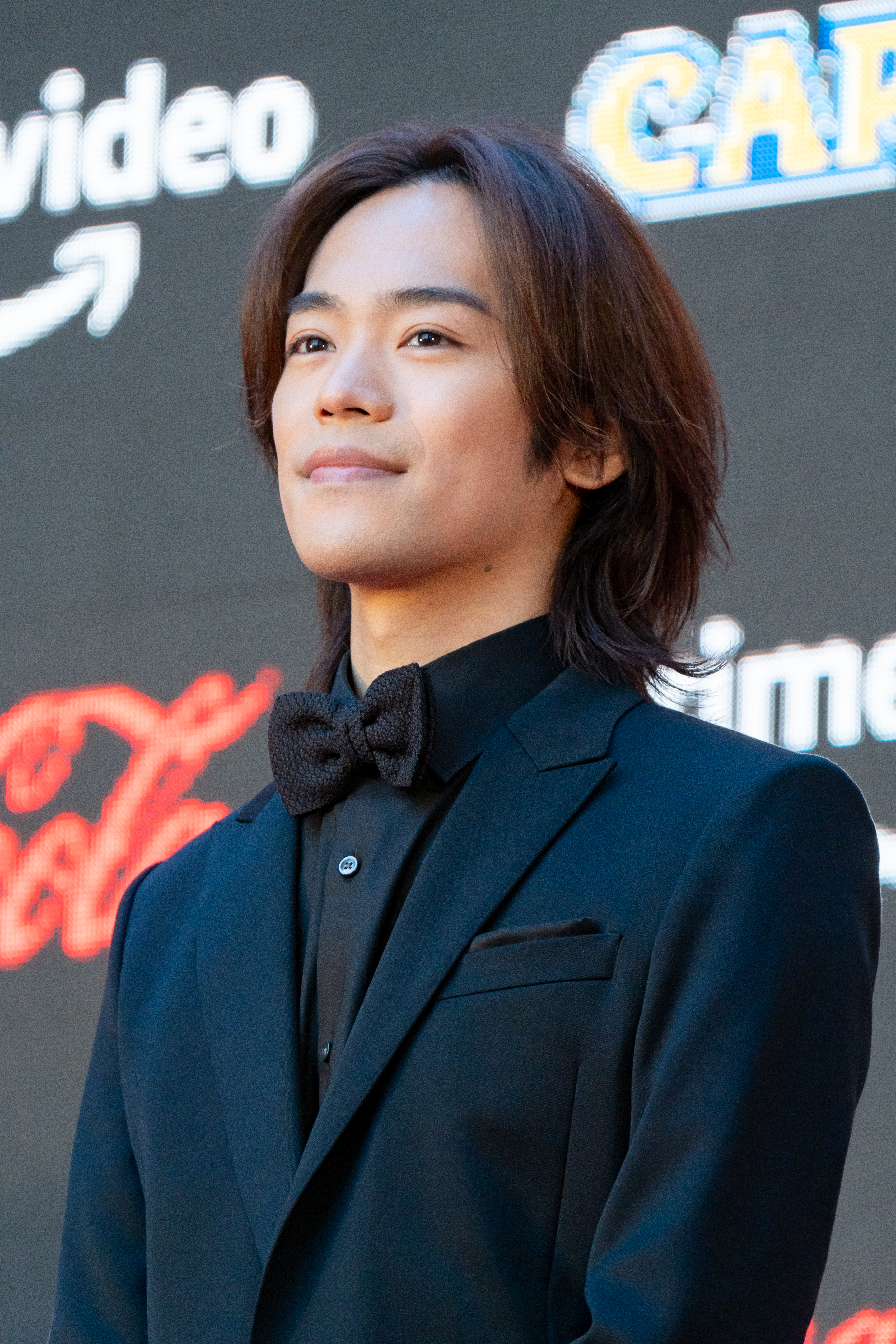
Ono Kensho tại Liên hoan quốc tế điện ảnh Tokyo 2023

Ono Kenshō (小野 賢章 (Tiểu Dã Hiền Chương) sinh ngày 5 tháng 10 năm 1989) là diễn viên, diễn viên lồng tiếng và là ca sĩ người Nhật Bản. Anh nổi tiếng với tư cách là một diễn viên lồng tiếng ở Nhật Bản, từng xuất hiện trong nhiều bộ phim truyền hình anime và truyền hình Nhật Bản. Nhân vật nổi tiếng nhất của anh là Giorno Giovanna, nhân vật chính trong bộ anime JoJo Bizarre Adventure: Golden Wind. Anh còn được gọi là giọng lồng tiếng Nhật Bản của Harry Potter trong loạt phim Harry Potter,  và với vai Muromachi Tōji trong Hoàng tử quần vợt âm nhạc.
Đã kết hôn với Hanazawa Kana (2020)

## Sự nghiệp
Ono trở thành một diễn viên lồng tiếng anime nổi tiếng ở tuổi 13 với Toshiie to Matsu vào năm 2002.
Vào tháng 2 năm 2014, anh bắt đầu sự nghiệp ca hát bắt đầu với đĩa đơn "Fantastic Tune".[ cần dẫn nguồn ] Kể từ đó, anh đã phát hành bốn đĩa đơn, hai album nhỏ và một album đầy đủ.[ cần dẫn nguồn ] Đĩa đơn thứ năm "Five Star" của anh ấy đã được phát hành thông qua Lantis vào ngày 27 tháng 6 năm 2018,  sau đó anh đã công bố một tour diễn mùa hè có tên 'Ono Kensho Live Tour 2018'.  Ono trước đây được đại diện bởi Gekidan Himawari, tuy nhiên, giờ đây anh được đại diện bởi Amino Produce.

## Phim ảnh

### Phim
- Shōnen H (2013) - Icchan
- Hōtai club (2007)
- Dive!! (2008)
- ReLIFE (2017)

### Phim truyền hình
- Phim truyền hình Taiga: Toshiie to Matsu (2002) - Maeda Toshinaga
- Phim truyền hình Taiga: Fūrinkazan (2007) - Yoriyuki Suwa (Eps. 14-15)
- Bản ballad của Shinigami - Maruyama
- Iwo Jima - Iwao Yamada
- Trường thám tử Q - Junya Kameda (Eps. 4-5)
- Hakata Stay Hungry - Tiếng Nhật: 博 多 ス テ イ ハ ン

### Truyền hình hoạt hình
2006
- Biên niên sử Tsubasa - Hỗn loạn

2007
- Moribito: Người bảo vệ tinh thần - Yāsamu
- Shinreigari / Chó săn ma - Komori Taro

2008
- Yếu tố đơn sắc - George
- Quái vật bỏ túi: Kim cương & Ngọc trai - Ryou

2009
- Michiko đến Hatchin - Lenine

2012
- Kuroko – Tuyển thủ vô hình - Kuroko Tetsuya
- Magi: Mê cung ma thuật - Ren Hakuryuu

2013
- Gingitsune - Satoru Kamio
- Kuroko – Tuyển thủ vô hình 2 - Kuroko Tetsuya
- Magi: Vương quốc phép thuật - Ren Hakuryuu
- Makai Ouji: Quỷ và hiện thực - Leonard

2014
- Ace of Diamond - Todoroki Raichi
- Aldnoah.Zero - Troyard Slaine
- Đá Bakumatsu - Okita Sōji
- Pokémon XY: Tiến hóa lớn - Alain
- Shounen Hollywood: Sân khấu Holly cho 49 - Maiyama Shun
- Yu-Gi-Oh! ARC-V - Yuya Sakaki, Yuri

2015
- Ace of Diamond mùa thứ hai - Todoroki Raichi
- Aldnoah.Zero mùa thứ 2 - Slaine Troyard
- Charlotte - Takato
- Fafner trong Azure: EXODUS  - Kaburagi Sui
- Ghost in the Shell: Arise - Kiến trúc thay thế - Vrinda Jr.
- Gintama - Kurokono Tasuke
- Kuroko – Tuyển thủ vô hình 3 - Kuroko Tetsuya
- Maria phù thủy trinh nữ - Joseph
- Pokémon XY: Tiến hóa lớn - Alain
- Seraph of the End - Mikaela Hyakuya
- Seraph of the End: Trận chiến tại Nagoya - Mikaela Hyakuya
- Star-Myu: Ngôi sao nhạc kịch trung học - Toru Nayuki
- Chiến binh Samurai - Toyotomi Hideyori
- Q Transformers: Sự trở lại của sự bí ẩn của đoàn tàu- Cây gậy nóng
- Q Transformers: Saranaru Ninki Mono e no Michi - Hot Rod
- Yu-Gi-Oh! ARC-V - Yuya Sakaki, Yuri

2016
- All out!! - Ōharano Etsugo
- Bungo Stray Dogs - Ryūnosuke Akutagawa
- Bungo Stray Dogs 2 - Ryūnosuke Akutagawa
- Endride - Asanaga Shun
- May mắn & Logic - Tsurugi Yoshichika
- Momokuri - Usami Seichiro
- Quái vật bỏ túi: XY & Z - Alain
- Hoàng tử thay thế - Kohinata Hozumi
- ReLIFE - Kaizaki Arata
- Tanaka-kun wa Itsumo Kedaruge - Tanaka
- Www.Working !! - Shindo Yuta
- Tsukiuta. Hoạt hình - Kanazuki Iku
- Yu-Gi-Oh! ARC-V - Yuya Sakaki, Yuri, Zarc
- Yuri !!! on ice - Phichit Chulanont

2017
- Hồ sơ Akashic của Giảng viên ma thuật Bastard - Kleitos Leos [ cần dẫn nguồn ]
- Boruto: Thế hệ tiếp theo của Naruto - Nara Shikadai, Akuta
- Ikemen Sengoku: Toki o Kakeru ga Koi wa Hajimaranai trong vai Sanada Yukimura
- Yêu Tyrant - Seiji Aino
- Cơn thịnh nộ của Bahamut: Linh hồn Trinh nữ - Visponti Alessand
- Star-Myu: Ngôi sao nhạc kịch trung học 2 - Toru Nayuki
- Tsuredure Children như Akagi Masafumi

2018
- Các bạn Aikatsu! như Maito Chono
- Attack on Titan 3 khi Floch
- Hakata Tonkotsu Ramens trong vai Enokida
- Hakyū Hōshin Engi trong vai Taikobo
- IDOLiSH7 trong vai Nanase Riku
- Cuộc phiêu lưu kỳ quái của JoJo: Gió vàng như Giorno Giovanna / Gold Experience (stand) / Gold Experience Requiem (stand)
- RErideD: Derrida, người nhảy qua thời gian là Yvain Derrida
- Tsurune trong vai Fujiwara Shū
- Zoids hoang dã như Arashi
- Zoku Touken Ranbu: Hanamaru trong vai Monoyoshi Sadamune

2019
- Đạo luật Ace of Diamond II với vai Todoroki Raichi
- Babylon là Atsuhiko Fumio
- BEM - Belo
- Beyblade Burst Gachi trong vai Delta Akane
- Bungo Stray Dogs 3 trong vai Ryūnosuke Akutagawa
- Cá kinh doanh như Ika
- Fairy Tail trong vai Larcade Dragneel
- Bạn cùng phòng của tôi là một con mèo như Mikazuki Subaru
- Star-Myu: High School Star Music 3 với vai Toru Nayuki
- Vinland Saga như Canute
- Rạng rỡ như Diabal

2020
- BOFURI: Tôi không muốn bị tổn thương, vì vậy tôi sẽ tăng cường phòng thủ. như Payne
- IDOLiSH7 Nhịp thứ hai! như Nanase Riku
- Tsukiuta. Hoạt hình 2 với tên Kanazuki Iku
- Uchitama?! Bạn đã thấy Tama của tôi? như Pochi Yamada
- Văn phòng thám tử Woodpecker trong vai Taro Hirai

### Hoạt hình gốc (ONA)
- Momokuri - Seiichiro Usami
- 7 hạt giống - Ango

### Hoạt hình video gốc (OVA)
- Beyond (The Animatrix) (2003) - Manabu
- Tàu ngầm 707R (2003) - Kenji Manahaya
- Coicent (2011) - Kakimono, Shinichi
- Ghost in the Shell: Arise (2014) - Vrinda, Jr.
- Mobile Suit Gundam: The Origin (2017)
- Hi Score Girl: Extra Stage (2019) - Sasquatch Tamagawagakuenmae
- Beyblade Burst Gachi (2019) - Đồng bằng Akane

### Hoạt hình sân khấu
- Truyền thuyết về thiên niên kỷ rồng (2011) - Tendo Jun
- Saint Seiya: Legend of Sanctuary (2014) - Cygnus Hyōga
- Boruto: Naruto the Movie (2015) - Nara Shikadai
- Một giọng nói thầm lặng (2016) - Nagatsuka Tomohiro
- Kuroko's Basketball Bộ phim: Trò chơi cuối cùng (2017) - Kuroko Tetsuya
- Pretty Cure Super Stars (2018) - Cỏ ba lá
- Chó Bungo Stray: Táo chết (2018) - Ryūnosuke Akutagawa
- Mobile Suit Gundam: Hathaway's Flash (2020) - Hathaway Noa / Mafty Navue Erin
- Một râu ria đi (2020)

### Trò chơi video
- Winnie the Pooh: Trường mầm non (1999) - Christopher Robin
- Eureka Seven Vol.1: Làn sóng mới (2005) - Anh trai của Natabachi
- Shinreigari / Ghost Hound DS (2008) - Tarō Kōmori
- Sky Crawlers: Vô tội Aces (2008) - Kō Ukumori
- Dissidia 012 Final Fantasy (2011) - Vaan
- Granblue Fantasy (2013) - Ayer, Baal
- Tokyo Ghoul: Nhà tù (2015) - Rio
- Lực lượng đặc biệt của Yu-Gi-Oh-ARC-V (2015) - Sakaki Yuya
- IDOLiSH7 (2015) - Nanase Riku
- Touken Ranbu (2015) - Monoyoshi Sadamune (吉 貞 宗)
- Hoàng tử sải bước (2015) - Hozumi Kohinata
- Ikemen Sengoku: Lãng mạn xuyên thời gian (2015) - Sanada Yukimura
- Food Fantasy (2018) - B-52, Bánh Napoleon, Brownie
- Final Fantasy Brave Exvius: War of the Visions (2019) - Mont Leonis
- Genshin Impact (2020) - Diluc

### Phim truyền hình
- Samurai Shodown: Warriors Rage (Radio Drama) - Seishiro Kuki
- Bóng rổ của Kuroko - Kuroko Tetsuya

### CD kịch
- Tsukiuta - Kannadzuki Iku

### Lồng tiếng

#### Live-action
- Daniel Radcliffe
  - Bộ truyện Harry Potter - Harry Potter
  - Chàng trai tháng 12 - Bản đồ
  - Người phụ nữ mặc đồ đen - Arthur Kipps
  - Sổ tay bác sĩ trẻ - Bác sĩ trẻ
  - Giết người thân của bạn - Allen Ginsberg
  - Sừng - Ignatius "Ig" Perrish
  - Victor Frankenstein - Igor Straussman
  - Bây giờ bạn nhìn thấy tôi 2 - Walter Mabry
  - Quân đội Thụy Sĩ - Manny
- Vũ công Dessau - Frank (Gordon Kämmerer)
- Dragonheart: Trận chiến vì trái tim - Edric (Tom Rhys Harries)
- Dunkirk - Tommy (Đầu trắng Fionn)
- Jeepers Creepers 2 - Billy Tag hành (Shaun Fleming)
- Maleficent: Mistress of Evil - Hoàng tử Phillip (Harris Dickinson)
- Di chuyển lớn của Max Keeble - Max Keeble (Alex D. Linz)
- Tôi và Earl và cô gái hấp hối - Greg Gaines (Thomas Mann)
- Trò chơi của Molly - Người chơi X (Michael Cera)
- Dòng sông huyền bí - Cậu bé Dave Boyle (Cameron Bowen)
- Trân Châu Cảng - Young Rafe McCawley (Jesse James)
- Trụ cột của Trái đất - Eustace (Gian hàng Douglas)
- Cá chẽm - Pollard đỏ trẻ (Michael Angarano)

#### Hoạt hình
- Quay trở lại Never Land - Hơi một chút
- Spider-Man: Into the Spider-Verse - Miles Morales / Spider-Man
- Câu chuyện đồ chơi 3 - Andy Davis

## Photobook
- Kensho được phát hành vào ngày 10 tháng 1 năm 2015.[ cần dẫn nguồn ]

## Album
- Lấy TOP [ cần dẫn nguồn ]